# Китайгород (Кировоградская область)
Китайгород (укр. Китайгород) — село в Александровской поселковой общине Кропивницкого района Кировоградской области Украины.
До 2020 года входило в Александровский район
Население по переписи 2001 года составляло 120 человек. Почтовый индекс — 27309. Телефонный код — 5242. Код КОАТУУ — 3520555101.

## История
Длительное время село находилось на территории, захваченной Польшей, и входило в Киевское воеводство. После окончания национально-освободительной борьбы под руководством Богдана Хмельницкого и присоединения Украины к России хозяевами его стали российские помещики. Накануне Октябрьской революции землями села владел известный сахарозаводчик Терещенко. В разное время село относили то к Чигиринскому, то к Каменскому району. Вокруг села много исторических мест: Чигирин (30 км), Каменка (южный центр декабристов, 15 км), Ведмедевка (родина Железняка, 20 км). Название происходит от слов кита и город, что означало в древности дерево-земляное укрепление, которое строилось для обороны в центре поселения. Топоним Китайгород встречается в различных регионах Украины и в Москве, что дает основания считать, что село было одним из форпостов оборонительной линии вокруг гетманской столицы. Село имело славу беспокойного и не раз упоминалось в жандармских отчетах. Его жители принимали активное участие во всех народных движениях — гайдаматчине, колиивщине, гражданской войне 1917 года. В 1925 году в селе было 784 жителя, во время голодомора 1932—1933-го годов умерло 150. В годы Великой Отечественной войны на фронте погибли 66 человек. В селе родился известный украинский ученый и педагог, автор книг по истории, педагогике и литературе М. Ф. Гетманец. История села описана в его мемуарах «О времени и о себе», а также в документально-очерковой книге Б. Кузыка и В. Белошапки «По ходу времени». В селе проживает около 150 жителей.